# Whale tail

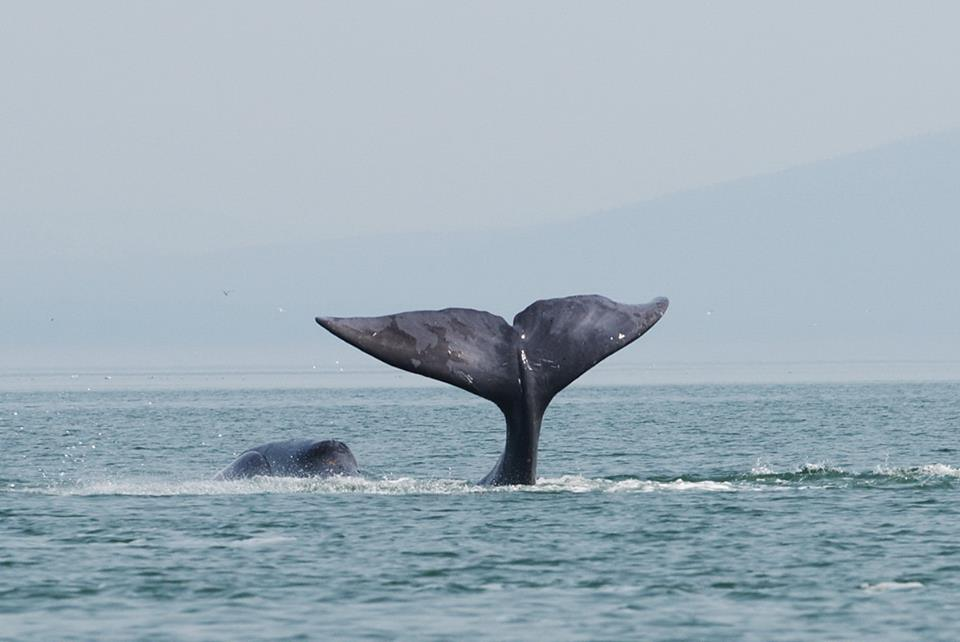
Förebilden för uttrycket är stjärtfenan på en val.

Whale tail ("valstjärt") är det engelska uttrycket för att beskriva att höftbanden på stringtrosor syns ovanför byxlinningen och som då ger intrycket att se ut som en stjärtfena på en val. En whale tail sker oftast när personen sitter eller böjer sig ned eftersom byxornas bakdel naturligt glider ned och kan blotta underkläderna, men kan även synas när en person står upp. Om byxlinjen faller tillräckligt lågt kan detta avslöja underkläder av string-modell när de tunna höftbanden blir synliga. Hur ofta en whale tail uppstår beror på byxornas utformning, typen av underkläder och hur de bärs av användaren. Begreppet whale tail betecknar synliga stringtrosor över byxlinningen oavsett om bäraren har för avsikt att visa sina underkläder för omgivningen eller inte. 
Fenomenet att visa trosornas höftband blev populärt under början av 2000-talet i samband med den ökade populariteten av lågt skurna och tighta byxor samt trenden av svanktatueringar, en stil som populariserades av bland annat Christina Aguilera, Victoria Beckham och Mariah Carey.

## Ursprung och popularitet

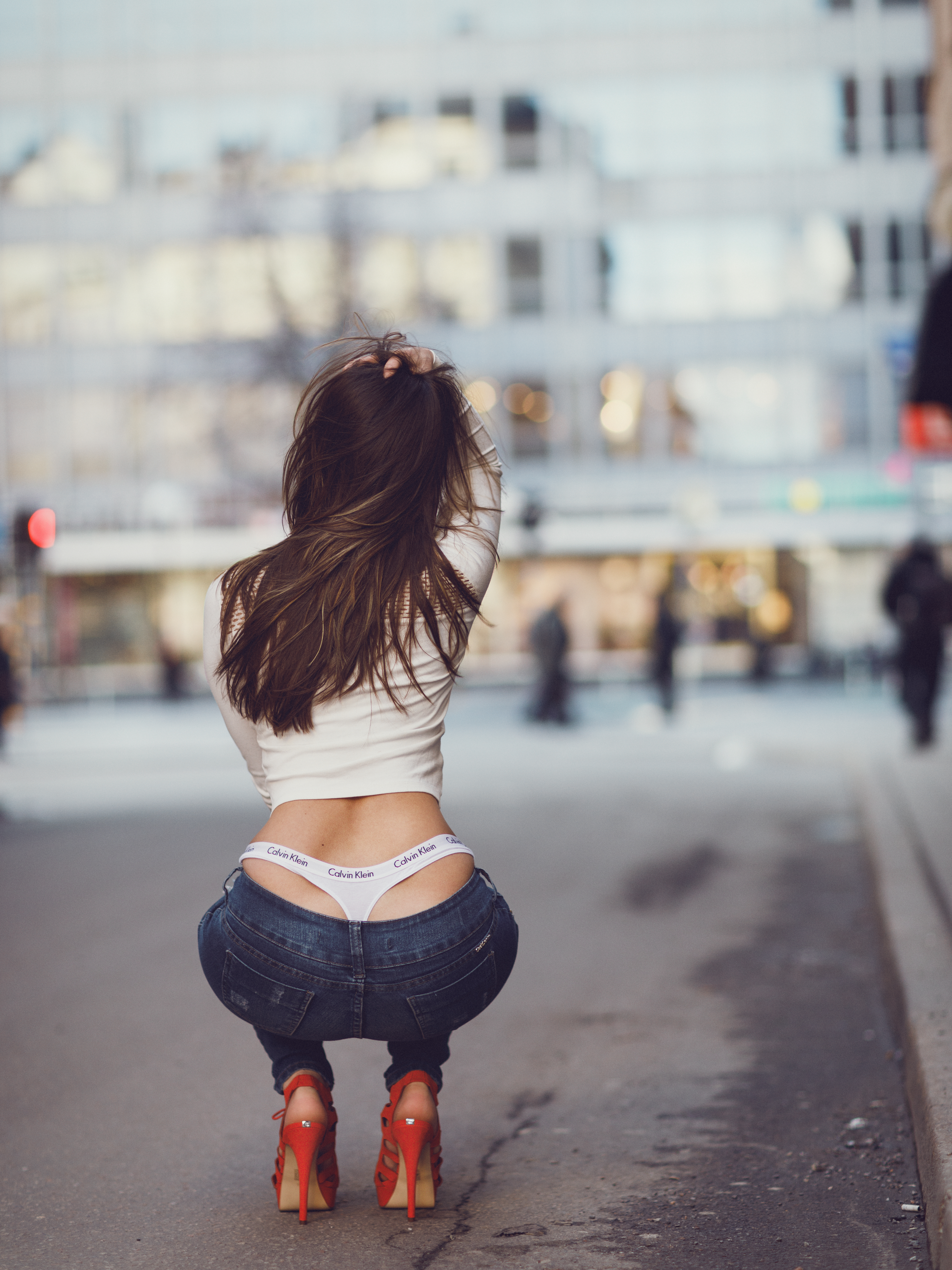
Delvis synlig whale-tail.

Synliga stringtrosor började uppmärksammas av media i och med Lewinsky-affären i slutet av 1990-talet då Monica Lewinsky vittnade om att hon lyfte sin jacka för att visa höftbanden av sina stringtrosor när hon förförde USA:s dåvarande president, Bill Clinton.
Whale tail som mode började ta form under tidigt 2000-tal, då bland andra Gucci-modeller började visa detta under modevisningar. Många kändisar som Britney Spears, Paris Hilton, Victoria Beckham, Kylie Minogue och Victoria Silvstedt bidrog också till att göra fenomenet till ett mode. Underklädesfenomenet gav dessutom upphov till en ny typ av accessoar — smycken avsedda att knäppas fast vid de synliga höftbanden.
Whale tail modet nådde sin höjdpunkt i början till mitten av 2000-talet då stringtrosan toppade i försäljning. Under denna period var modet mycket populärt bland ungdomar. År 2003 uppskattades försäljningen av stringtrosor stå för 31% av marknaden i USA men från 2005 och framåt började stringtrosan tappa i försäljningssiffror. Enbart under år 2015 beräknas försäljningen av stringtrosor ha minskat med 7% till fördel av mer täckande trosor vars försäljning beräknats öka med 17% enligt analysföretaget NPD Group. I samband med nya moden som byxor med hög byxmidja och återkomsten av den klassiska trosan blev synliga stringtrosor en mer ovanlig syn.
2020 hade stringtrosan åter ökat i försäljning. Detta på grund av nya kroppsideal där rumpan tydligt skulle uppmärksammas. Det ledde dock inte till någon större uppgång för 90-talets Whaletail-mode då hög byxmidja fortfarande är populärt.
2021 har trenden med låg midja och synliga stringtrosor delvis börjat återkomma. Främst genom att kändisar åter börjar visa sig i modet men också genom trender på social medier som Tiktok.

## Reaktioner

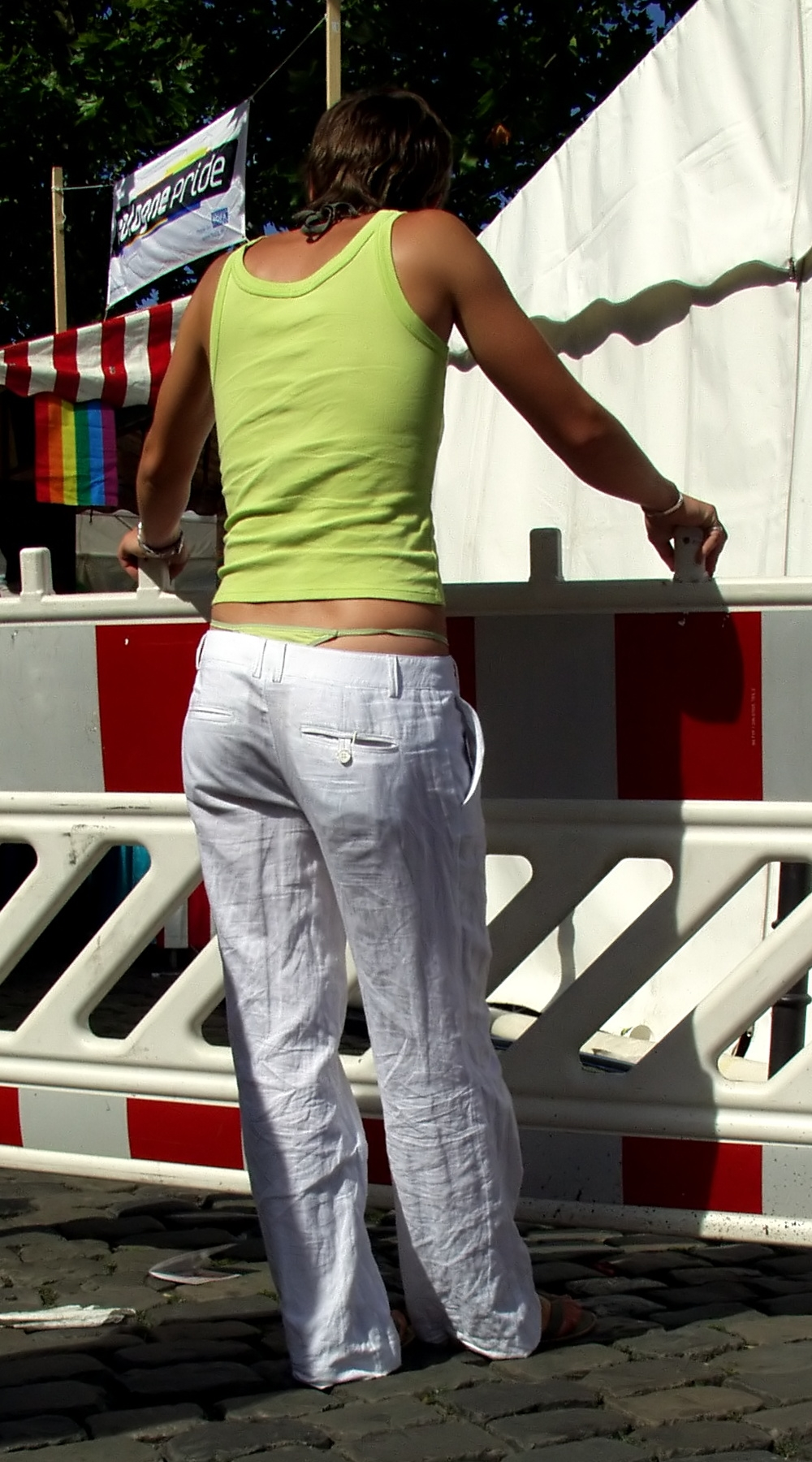
Ofta matchade man topp med den synliga stringen.

Modet kring de synliga stringtrosorna har bland annat, av den Kalifornienbaserade nyhetsredaktionen The Press Democrat, anklagats för att driva på sexualiseringen av unga kvinnor. Fenomenet whale tail har dock även tagit del av kritik om sexualisering av unga killar; I boken What Guys See That Girls Don't: Or Do They? diskuteras hur användandet av stringtrosor dels leder till sexuell hets av pojkar när en kvinna visar synliga höftband från en stringtrosa, men även när banden inte syns. Eftersom stringtrosan till skillnad från de klassiska trosmodellerna utelämnar synliga troskanter på byxorna kommer vem som helst alltid veta om när en tjej bär de sexuellt laddade stringtrosorna. Denna kritik har dock tappat en del av sitt sammanhang i och med uppkomsten av "osynliga" trosmodeller som döljer troskanterna och modern avstigmatering av synliga troskanter.
Stilen har dock också beskrivits som ett försök att omdefiniera normer kring som innebär att vara en ung kvinna och i boken Girlhood: Redefining the Limits myntades uttrycket "slut look" från stilen som populariserades av bland annat Britney Spears under tidigt 2000-tal. Andra har kallat fenomenet "stringfeminism" ; ett sätt för unga kvinnor att göra uppror, där exponering av underkläderna fungerar som ett verktyg för frigörelse i tonåren.